# Klasyfikacja taksonomiczna
Klasyfikacja taksonomiczna (łac. classis - oddział + facio - czynię) – umieszczanie obiektów lub koncepcji w zbiór kategorii (np. taksonomia lub indeks przedmiotowy) na podstawie właściwości obiektu lub koncepcji. Osoba może zaklasyfikować obiekt lub koncepcję zgodnie z ontologią. Przykłady klasyfikacji taksonomicznej:
- klasyfikacja biblioteczna, np. UKD
- klasyfikacja naukowa,
- klasyfikacja biologiczna,
- klasyfikacja skończonej liczby prostych grup,
- klasyfikacja medyczna
- klasyfikacja pism drukarskich
- klasyfikacja TNM
- klasyfikacja językowa

Specyficzną formą klasyfikacji taksonomicznej jest taksonomia ludowa.